# Сахаров (фильм)
«Сахаров» (англ. Sakharov) — биографическая драма 1984 года, снятая режиссёром Джеком Голдом по сценарию Дэвида В. Ринтелса. Премьера состоялась 20 июня 1984 года на канале HBO.

## Сюжет
Фильм о жизни академика Андрея Сахарова, его борьбе за права человека. В 1966 году Андрей Дмитриевич подписывает «Письмо двадцати пяти» к XXIII съезда КПСС против реабилитации Сталина. Эта подпись разделила жизнь академика на до и после. После были травля, лишение заслуженных наград и ссылка.

## В ролях
- Джейсон Робардс — Андрей Сахаров
- Гленда Джексон — Елена Боннэр
- Никол Уильямсон — Маляров
- Фрэнк Финлей — Кравцов
- Пол Фримен — Павел Леонтьев
- Анна Мэсси — Клавдия
- Джо Мелиа — Сергей Ковалёв
- Марион Бэйли — Людмила Ковалёва
- Ли Монтегю — Славский
- Джим Нортон — Рой Медведев
- Валентин Пелка — Ефрем Сахаров
- Антон Лессер — Валерий Чалидзе

## Награды и номинации
| Премия           | Категория                                    | Номинант         | Результат |
| ---------------- | -------------------------------------------- | ---------------- | --------- |
| «Золотой глобус» | Лучший мини-сериал или телефильм             |                  | Номинация |
| «Золотой глобус» | Лучший актёр в мини-сериале или телефильме   | Джейсон Робардс  | Номинация |
| «Золотой глобус» | Лучшая актриса в мини-сериале или телефильме | Гленда Джексон   | Номинация |
| CableACE Award   | Лучший фильм или мини-сериал                 |                  | Победа    |
| CableACE Award   | Лучший режиссёр фильма или мини-сериала      | Джек Голд        | Победа    |
| CableACE Award   | Лучший сценарий фильма или мини-сериала      | Дэвид В. Ринтелс | Победа    |
| CableACE Award   | Лучшая актриса в фильме или мини-сериале     | Гленда Джексон   | Победа    |